# زی شل
پوسته‌ی زی (به انگلیسی: Z shell) یا zsh یک پوسته‌ی یونیکس است که می‌تواند به‌عنوان شل تعاملی و به مفسر دستور برای برنامه‌نویسی شل استفاده گردد.

## امکانات
- مکمل خط فرمان قابل برنامه‌ریزی که می‌تواند به نوشتن آپشن‌ها و آرگومان‌ها برای بیشتر دستورها کمک کنند و دارای پشتیبانی از چند صد دستور بدون نیاز به تنظیم خاصی است
- به اشتراک‌گذاری تاریخچهٔ دستورها بین همهٔ پوسته‌ها
- الگوهای توسعه‌یافته‌ای که توصیف پرونده را بدون نیاز به برنامه‌ای خارجی مانند find است.
- متغیر/آرایه بهبودیافته
- ویرایش دستورهای چندخطی در یک بافر
- غلط‌یاب
- حالت‌های سازگاری مختلف، برای مثال zsh می‌تواند به‌مانند Bourne shell رفتار کند اگر به‌عنوان ‎/bin/sh اجرا گردد.
- واسط خط فرمان قابل پوسته‌بندی، شامل توانایی قراردادن اطلاعات در سمت راست صفحه و داشتن آن به صورت مخفی به صورت خودکار مخفی هنگام نوشتن یک دستور طولانی
- ماژول‌های قابل بارگیری، فراهم‌کنندهٔ قابلیت‌های از حمله: کنترل‌کنندهٔ TCP و Unix domain socket کامل، یک کلاینت اف‌تی‌پی و توابع ریاضی توسعه‌یافته
- کاملاً قابل تنظیم